# Klimow TW2-117

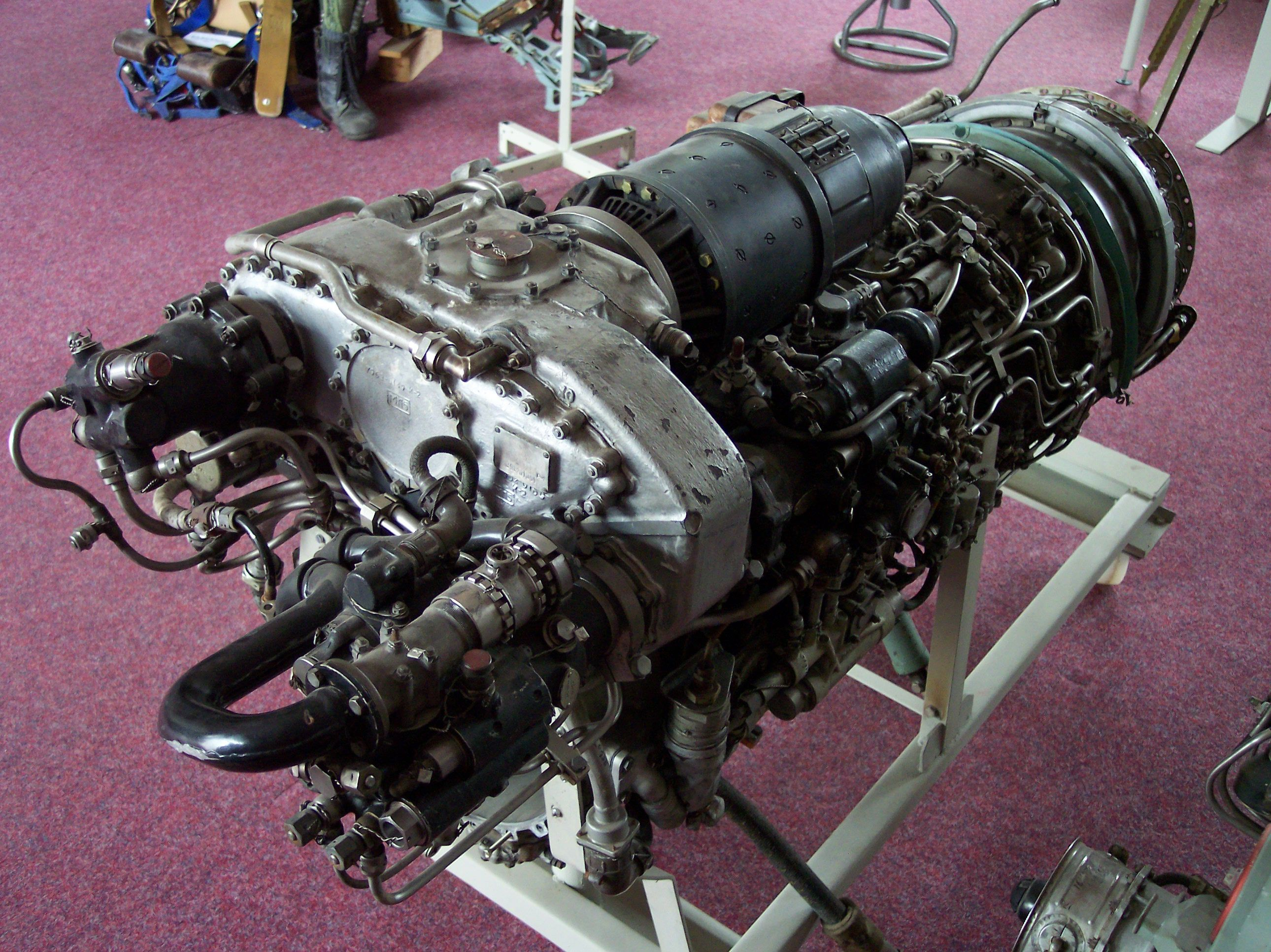
Klimow TW2-117A

Das Klimow TW2-117 (auch Isotow TW2-117) ist eine im Jahr 1964 entwickelte Wellenturbine des russischen Triebwerksherstellers Klimow für den Hubschrauber Mil Mi-8 und dessen Exportversion Mi-17. Die Startleistung beträgt 1500 PS (1103 kW).
Das Unternehmen Klimow in Sankt Petersburg, Russland wurde nach seinem ehemaligen, 1960 verstorbenen Chefkonstrukteur Wladimir Klimow benannt. Sein Stellvertreter und Nachfolger, Sergei Petrowitsch Isotow, konstruierte das Triebwerk und das zugehörige Untersetzungsgetriebe.
Die Produktion erfolgte in der Perm Engine Company, es wurden mehr als 23.000 Stück hergestellt.
Nachfolgemodell war das Klimow TW3-117.

## Versionen
- TW2-117A, (1964) die Ursprungsversion mit 1118 kW Startleistung
- TW2-117AG, (1985) mit verbesserter Lagerabdichtung aus Graphit (deshalb AG) und 1267 kW Startleistung
- TW2-117F, für Mi-8FT (mit erhöhter Notleistung)
- TW2-117TG, ein Versuchsträger für die Mi-8TG, der mit verschiedenen Kraftstoffen und unter extremen klimatischen Bedingungen betrieben werden kann

## Technische Daten
- Startleistung: 1500 PS
- Spezifischer Verbrauch bei Startleistung: 374 g/kWh
- Dauerleistung: 1000 PS
- Spezifischer Verbrauch bei Dauerleistung: 421 g/kWh
- Länge: 2843 mm
- Breite: 550 mm
- Höhe: 748 mm
- Gewicht: 334 kg